# Forès
Forès è un comune spagnolo di 61 abitanti situato nella comunità autonoma della Catalogna.